# Neorosacea plicata
Neorosacea plicata är en nässeldjursart som först beskrevs av Jean René Constant Quoy och Joseph Paul Gaimard 1833.  Neorosacea plicata ingår i släktet Neorosacea och familjen Prayidae. Inga underarter finns listade i Catalogue of Life.